# North American X-10

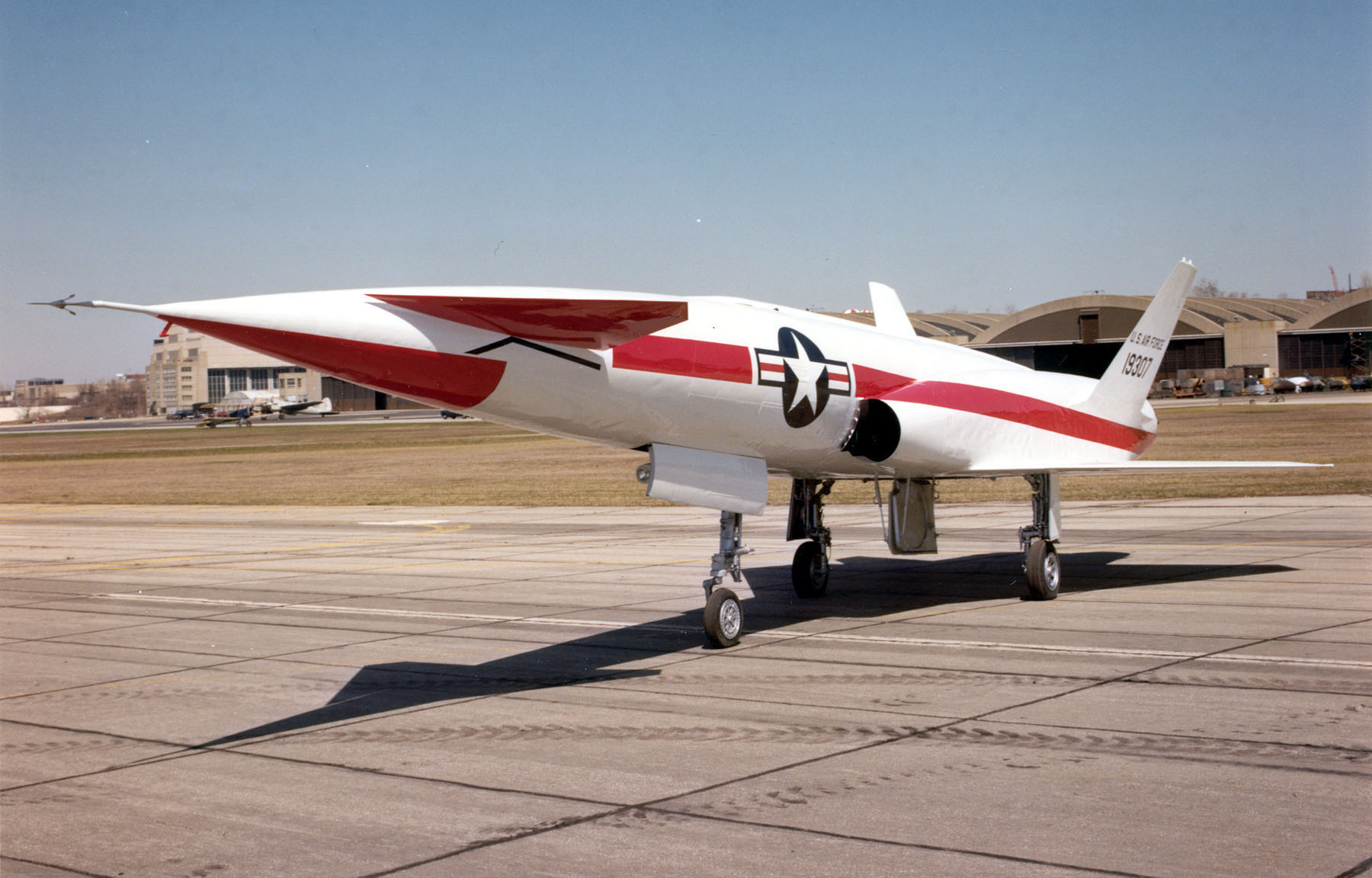
L'X-10 a terra.

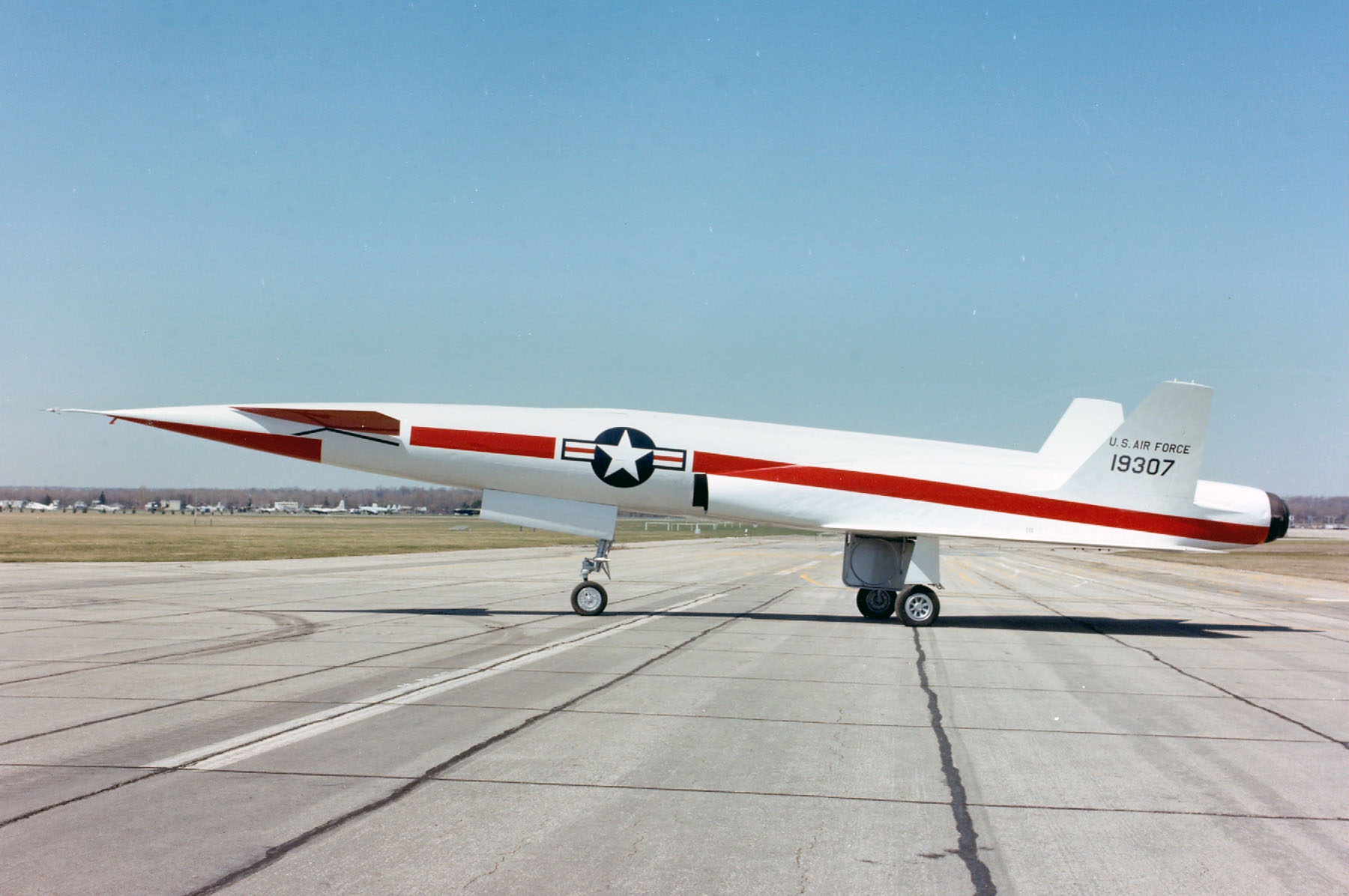
L'X-10, visione laterale.

Il North American X-10 (RTV-A-5) era un velivolo dimostrativo non pilotato realizzato dall'azienda statunitense North American Aviation negli anni cinquanta.
Derivato dal missile da crociera GLCM North American SM-64 Navaho e simile nello sviluppo al programma Bell X-9 Shrike, si prefiggeva di testare le soluzioni tecniche da adottare sull'SM-64 Navaho con un velivolo riutilizzabile e dotato di carrello che gli consentissero di ritornare a terra senza distruggersi.

## Storia del progetto
La North American intraprese i primi studi su un bombardiere intercontinentale già nel 1946 e proseguì fino alla cessazione del programma X-10, nel 1953. Il missile balistico Atlas fu giudicato più promettente.
Questo grande velivolo teleguidato ebbe una storia a sé stante nell'ambito del programma North American SM-64 Navaho: era simile al "corpo base" del Navaho ma aveva un carrello d'atterraggio triciclo, con un sottile e lungo ruotino anteriore ed era quindi recuperabile atterrando con l'ausilio di un sistema a parafreno.
Infatti inizialmente esso venne concepito come lanciabile verticalmente (come il missile operativo) ma considerazioni di carattere economico sconsigliarono di procedere in questo modo.
L'X-10, originariamente noto come RTV-A-5, divenne un aereo a tutti gli effetti, facente parte della serie di macchine sperimentali nota come Serie X.

## Tecnica
La caratteristica principale e più interessante dell'X-10 era la pianta alare a delta canard.
Era provvisto di impennaggi a farfalla e di due motori atmosferici, a differenza del Navaho che, decollando verticalmente era fornito di "booster"
Aveva un sistema di guida inerziale (solo in un secondo tempo) combinato con un apparato di comando da terra per il quale erano presenti a bordo ricevitori e trasponder AR-ARW-55 e AR-ARW-56, nonché altre attrezzature per vari impieghi.

## Impiego operativo
Il primo volo avvenne nel 1953 e la macchina fu per un certo tempo il più veloce aeroplano costruito, ancorché senza equipaggio, essendo bisonico.
I test terminarono nel 1956 con successo. In seguito alla fine del programma, 3 esemplari di X-10 vennero usati come droni, ma fallirono tutti gli esperimenti e andarono persi totalmente.
In tutto vennero costruiti 13 velivoli, impiegati per lo più al Rogers Dry Lake presso la Edwards AFB. In seguito al trasferimento dell'attività avvenuto a Cape Canaveral, essi ebbero incidenti gravi dovuti a varie cause, specie in atterraggio.
Dopo la fine del programma Navaho vennero usati anche per un altro programma, vertente su di uno strumento di attacco nucleare da Mach 3, con lo stesso profilo di volo ma diverso e più complesso, essendo pilotato: il North American XB-70 Valkyrie, non casualmente prodotto anch'esso dalla North American.

## Utilizzatori
Stati Uniti
- United States Air Force

## Esemplari attualmente esistenti
Il solo esemplare sopravvissuto è l'X-10 s/n 51-9307, il primo che venne portato in volo, ed è in esposizione presso la Research & Development Hanger, la struttura riservata ai velivoli sperimentali, del National Museum of the United States Air Force di Dayton, in Ohio. L'esemplare venne consegnato al museo nel 1957, al termine del programma di test.